# Salezijanci
Salezijánci (latinsko Societas Salesiana S. Joannis Bosco, Salezijanska družba sv. Janeza Boska, kratica: SDB) je katoliška redovna družba, ki jo je leta 1859 v Torinu ustanovil Janez Bosko za pomoč zapuščeni mladini. Papež Pij IX. jo je leta 1874 potrdil kot kongregacijo duhovnikov in redovnikov s preprostimi zaobljubami. Oboji imajo enakovredno temeljno izobrazbo in vzgojiteljsko poslanstvo, različno pa je njihovo področje dela: prvi so v duhovniškem poklicu, drugi pa v drugih strokah.
Oboji po naročilu Janeza Boska oznanjujejo evangelij mladim, posebno najrevnejšim; posebno skrb namenjajo duhovnim poklicem; v duhu vere vzgajajo ljudstvo, ter po naročilu in zgledu svojega ustanovitelja uporabljajo najsodobnejše načine, tudi družbena občila: da bi utrjevali vero med katoliškimi verniki, pa tudi oznanjali krščanstvo med ljudstvi, ki ga še ne poznajo.

## Zgodovina

### Delo z dečki
V svojih "Spominih", ki jih je don Bosko napisal na ukaz svojega prijatelja in svetovalca papeža Pija IX. - posebej mu je naročil, naj ne izpusti nobene podrobnosti - omenja Janez Bosko tudi nenavadne sanje, ki jih je imel kot 9-leten deček. Tam mu je lepa Gospa dala navodila, kako bo divje volkove spreminjal v pohlevna jagnjeta. Fantek pomena ni razumel ravno dobro, vendar je že od rane mladosti zbiral okoliške dečke ter jih z igro, pesmijo in prikazovanjem spretnosti skušal odvračati od grešnih priložnosti ter jih pridobivati za molitveno in krepostno življenje.
Ko je premagal hude ovire in nasprotovanja ter z neverjetno vztrajnostjo ob trdem delu, učenju in molitvenem življenju 1841 postal duhovnik, je nadaljeval začeto delo in prvi njegov tovrstni učenec je bil delavski vajenec Jernej Garelli (=Bartolomeo Garelli), ki je bil zadovoljen z don Boskovo prijaznostjo, ter mu je naslednjo nedeljo pripreljal novih "veroukarje" - svojih delavskih prijateljev.
Leta 1845 je Janez Bosko odprl večerno šolo za dečke v Valdoccu, sedaj četrti mesta Torina v Italiji. V prihajajočih letih je odprl še nekaj šol, ter leta 1874 napisal nekaj pravil za njegove pomočnike. Omenjena pravila so postala Pravila sv. Frančiška Saleškega - salezijanci. 
Vzgojno ozračje, ki ga ustvarja, poimenuje oratorij (molilnica), ter ima štiri temeljne prvine: 
1. dvorišče za razvedrilo,
2. dom za vzgajanje,
3. šola za izobraževanje in
4. cerkev za duhovno rast mladih.

### Ustanovitev družbe
26. januarja 1854 je don Bosko zbral štiri sodelavce – med katerimi je bil tudi njegov naslednik Rua za vodenje dela z naraščajočim številom mladih, ki so se zbirali v oratorijih in šolah.
Sicer svobodomislno usmerjeni minister Rattazzi je dal ustanovitelju nekaj pomembnih predlogov, med drugim je predlagal, da ustanova naj ne bi imela v tistem protiverskem okolju odkrito verskega značaja, ampak da naj bi to bilo združenje svobodnih državljanov, ki prostovoljno sodelujejo v dobrobit revne in zapuščene mladine. Člani tko ohranijo vse državljanske pravice; duhovniki ne nosijo posebnega redovnega habita, ampak se oblačijo kot škofijska duhovščina; predlagal je tudi, da naj predstojniki nosijo nazive, ki so bili udomačeni v takratni posvetni družbi, kot so na primer inšpektor (it: ispettore), ravnatelj (it: direttore), tajnik (it: segretario), asistent  (it: assistente) se tiste, ki so opravljali funkcije, imenuje s profanimi imeni, kot sta inšpektor ali direktor.
1858 je don Boska v Rimu sprejel papež Pij IX. in ga spodbujal pri njegovem delu. 18. decembra 1859 so se ustanovitelj in njegovi prvi sodelavci in tovariši zbrali v Valdoku in se zavezali, da bodo postali člani družbe, ki bo pospeševala Božjo slavo in zveličanje duš zlasti med mladino pa tudi vsemi drugimi, ki potrebujejo krščanski nauk in izobraževanje. Don Bosko je hotel napraviti pravzaprav preprosto nevladino združenje, vendar je po papeževem vztrajanju privolil, da je 14. maja 1862 prvih 22 članov napravilo preproste zaobljube uboštva, pokorščine in čistosti.
Leta 1874 je Papež Pij IX. Pravila družbe sv. Frančiška Saleškega tudi uradno odobril. Red je rasel hitro ter se razširil v mnoge države skoraj po vsem svetu. Smrt Don Boska, leta 1888, ni ustavila rasti oz. širjenja reda, saj so bili salezijanski do konca leta 1911 prisotni že na Kitajskem, Indiji, Južni Afriki, Tuniziji in ZDA. Skupnost je leta 1995 štela 17000 članov v 1616 domovih. Je tretja največja misijonarska organizacija na svetu.

## Vodstvo družbe

### Vrhovni predstojniki
| Stopnja svetosti | Priimek                   | Ime              | Domače ime | Rojen | Poreklo   | Začetek službe | Konec službe | Umrl | Slika                  |
| ---------------- | ------------------------- | ---------------- | ---------- | ----- | --------- | -------------- | ------------ | ---- | ---------------------- |
| Sveti            | Bosko                     | Janez            | Giovanni   | 1815  | Italija   | 1859           | 1888         | 1888 | Don Bosko              |
| Blaženi          | Rua                       | Mihael           | Michele    | 1837  | Italija   | 1888           | 1910         | 1910 | Don Rua                |
|                  | Albera                    | Pavel            | Paolo      | 1845  | Italija   | 1910           | 1921         | 1921 | "Mali don Bosko"       |
| Blaženi          | Rinaldi                   | Filip            | Filippo    | 1856  | Italija   | 1922           | 1931         | 1931 | Filip Rinaldi          |
|                  | Ricaldone                 | Peter            | Pietro     | 1870  | Italien   | 1932           | 1951         | 1951 | [ 7 ]                  |
|                  | Ziggiotti                 | Renat            | Renato     | 1892  | Italija   | 1952           | 1965         | 1983 |                        |
|                  | Ricceri                   | Alojzij          | Luigi      | 1901  | Italija   | 1965           | 1977         | 1989 |                        |
|                  | Viganò                    | Egidij           | Egidio     | 1920  | Italija   | 1977           | 1995         | 1995 |                        |
|                  | Vecchi                    | Janez Evangelist | Juan E.    | 1931  | Argentina | 1996           | 2002         | 2002 |                        |
|                  | Chávez Villanueva         | Paskval          | Pascual    | 1947  | Mehika    | 2002           | 2014         |      | Don Paskval            |
|                  | Kardinal Fernández Artimé | Angel            | Ángel      | 1960  | Španija   | 2014           | 2024         |      | Angel Fernández Artimé |
|                  | Martoglio (do volitev)    | Štefan           | Stefano    | 1965  | Italija   | 2024           |              |      |                        |

### Ureditev reda v Sloveniji
Salezijanci so na Slovenskem prisotni od 23. novembra 1901, na Rakovniku v Ljubljani. Od takrat do danes se je zvrstilo že 14 inšpektorjev (odkar je uradno ustanovljen salezijanski inšpektorat s sedežem v Ljubljani). Inšpektor Peter Končan je vodenje Salezijanske inšpektorije svetega Cirila in Metoda - Ljubljana od svojega predhodnika Marka Košnika prevzel 24. maja 2018. Inšpektorialni svet pomaga inšpektorju v vsem, kar se tiče spodbujanja in vodenja inšpektorata. Sklicuje ga in mu predseduje inšpektor, sestavljajo pa ga vikar, ekonom in še trije svetovalci. V službi inšpektorja in njegovega sveta je tajnik z vlogo notarja.
| Srednja Amerika                                                   | Latinska Amerika - Južna cona                                           | Severna Evropa                                                  | Zahodna Evropa                                                  | Italija- Bližnji vzhod                                      | Afrika - Madagaskar                                 | Južna Azija                                                                               | Vzhodna Azija - Oceanija |
| ----------------------------------------------------------------- | ----------------------------------------------------------------------- | --------------------------------------------------------------- | --------------------------------------------------------------- | ----------------------------------------------------------- | --------------------------------------------------- | ----------------------------------------------------------------------------------------- | --- |
| Antili (ANT) Arhivirano 2007-06-07 na Wayback Machine.            | Buenos Aires, Argentina (ABA)                                           | Avstrija (AUS)                                                  | Južna Belgija (BES)                                             | Jadranski del Italije (IAD)                                 | Centralna Afrika (AFC)                              | Bangalore, Indija (INK)                                                                   | Avstralija-Fidži-Samoa (AUL) |
| Bolivija (BOL) Arhivirano 2008-04-10 na Wayback Machine.          | Bahia Blanca, Argentina (ABB) Arhivirano 2005-12-22 na Wayback Machine. | Severna Belgija(BEN)                                            | Francija (FRA)                                                  | Piemon in Dolina Aosta, Italija (ICP)                       | Vzhodna Afrika (AFE)                                | Čenaj, Indija (INM)                                                                       | Kitajska-Hongkong -Makao-Tajvan (CIN) |
| Srednja Amerika (CAM) Arhivirano 2008-11-20 at Archive.is         | Cordoba, Argentina (ACO)                                                | Češka (CEP)                                                     | Portugalska (POR)                                               | Lombardija in Emilija Romagna, Italija (ILE)                | SUB-PROVINCE Etiopija, Eritreja (AET)               | Dimapur, Indija (IND) Arhivirano 2007-10-20 na Wayback Machine.                           | Indonezija-Timor (ITM) |
| Kanada (CAN)                                                      | La Plata, Argentina (ALP)                                               | Hrvaška (CRO)                                                   | Barcelona, Španija (SBA)                                        | Ligurija in Toskana, Italija (ILT)                          | SUB-PROVINCE Tropsko ekvatorialno območje (ATE)     | Guwahati, Indija (ING) Arhivirano 2007-09-27 na Wayback Machine.                          | Južna Koreja (KOR) |
| Bogota, Kolumbija (COB)                                           | Rosario, Argentina (ARO) Arhivirano 2007-05-19 na Wayback Machine.      | Vzhodna Evropa (EST) Arhivirano 2018-08-31 na Wayback Machine.  | Bilbao, Španija (SBI)                                           | South Italy (ILE) Arhivirano 2008-09-11 na Wayback Machine. | SUB-PROVINCE Francosko območje Zahodne Afrike (AFO) | Hyderabad, Indija (INH)                                                                   | Japan (GIA) |
| Medelin, Colombia (COM) Arhivirano 2007-09-27 na Wayback Machine. | Belo Horizonte, Brazil (BBH)                                            | Združeno kraljestvo (GBR)                                       | Leon, Španija (SLE)                                             | Severna Italija (INE)                                       | SUB-PROVINCE Vzhodna Afrika (AFW)                   | Kalkuta, Indija (INC)                                                                     | Papua Nova Gvineja-Salomonovi otoki (FIN) Arhivirano 2008-09-08 na Wayback Machine.                                                       |
| Ekvador (ECU)                                                     | Salvador, Brazilija (BSD)                                               | Nemčija (GER)                                                   | Madrid, Španija (SMA) Arhivirano 2003-03-31 na Wayback Machine. | Sardinija, Italija (ISA)                                    | SUB-PROVINCE Angola (ANG)                           | Mumbaj, Indija (INB)                                                                      | Severni del Filipinov (FIN) Arhivirano 2008-09-08 na Wayback Machine. Južni del Filipinov (FIS) Arhivirano 2012-02-09 na Wayback Machine. |
| Haiti (HAI)                                                       | Campo Grande, Brazilija (BCG) Arhivirano 2008-09-01 na Wayback Machine. | Malta (MLT)                                                     | Madžarska (UNG)                                                 | Sevilija, Španija (SSE)                                     | Sicilija, Italija (ISI)                             | SUB-PROVINCE Madagaskar (AFO)                                                             | New Delhi, Indija (INN) |
| Guadalajara, Mehika (MEG)                                         | Manaus, Brazilija (BMA)                                                 | Irska (IRL) Arhivirano 2008-05-09 na Wayback Machine.           | Valencija, Španija (SVA)                                        | Srednji Vzhod (MOR)                                         | SUB-PROVINCE Zambija-Malavi-Zimbabve-Namibija (ZMB) | Tiruchy, Indija (INT) Arhivirano 2013-08-07 na Wayback Machine.                           | Vietnam-Mongolija (VIE) Arhivirano 2008-09-14 na Wayback Machine.                                                                         |
| Mexico City, Mehika (MEM)                                         | Porto Alegre, Brazilija (BPA)                                           | Varšava, Poljska (PLE)                                          |                                                                 |                                                             | SUB-PROVINCE Maputo, Mozambik (MOZ)                 | [http://www.sdbpanjim.com/ Arhivirano 2008-05-12 na Wayback Machine. Panjim, Indija (INP) | Mjanmar-Laos-Kambodža-Laos (THA) |
| Peru (PER) Arhivirano 2007-05-19 na Wayback Machine.              | Porto Velho, Brazilija (BPV)                                            | Pila, Poljska (PLN)                                             | DELEGATION Ruanda-Burundi-Goma (RBG)                            | SUB-PROVINCE Rangun, Mjanmar (MYM)                          |                                                     |                                                                                           | |
| Vzhodni del ZDA (SUE)                                             | Recife, Brazilija (BRE) Arhivirano 2008-09-15 na Wayback Machine.       | Wroclav, Poljska (PLO)                                          |                                                                 | SUB-PROVINCE Colombo, Sri Lanka (LKC)                       |                                                     |                                                                                           | |
| West United States (SUO)                                          | Sao Paolo, Brazilija (BSP)                                              | Krakov, Poljska (PLS) Arhivirano 2008-05-04 na Wayback Machine. |                                                                 |                                                             |                                                     |                                                                                           | |
| Venezuela (VEN) Arhivirano 2008-09-09 na Wayback Machine.         | Čile (CIL)                                                              | Slovaška (SLK)                                                  |                                                                 |                                                             |                                                     |                                                                                           | |
|                                                                   | Paraguay (PAR)                                                          | Slovenija (SLO)                                                 |                                                                 |                                                             |                                                     |                                                                                           | |
| Urugvaj (URU)                                                     | Ukrajina (UKR)                                                          |                                                                 |                                                                 |                                                             |                                                     |                                                                                           | |
| Srednja Amerika                                                   | latinska Amerika - Južna cona                                           | Severna Evropa                                                  | Zahodna Evropa                                                  | Italija- Bližnji vzhod                                      | Afrika - Madagaskar                                 | Južna Azija                                                                               | Vzhodna Azija - Oceanija |

## Dejavnost
Najširša salezijanska dejavnost na Slovenskem, v zamejstvu, zdomstvu in diaspori je upravljanje nad tridesetih župnij kot pomoč lokalnim škofijam. Na vseh se salezijanci posebno posvečajo delu za mlade.
Več slovenskih salezijancev deluje v misijonih na raznih celinah in so izraziteje v službi vesoljne Cerkve, posvečajo pa se tudi ljudskim misijonom.
- Nekateri sobratje delujejo v diaspori (bivša vzhodna Jugoslavija): v Vojvodini (Srbija) in Črni gori. V Srbiji poučujejo tudi verouk v šoli; v Mužlji imajo deški internat, v Podgorici pa dopolnilno izobraževanje, podobno projektu Skala.

### Salezijanski centri v Sloveniji
Celje - Don Boskov center Celje

Salezijanci v Celju upravljajo župnijo blaženega Antona Martina Slomška, vodijo Salezijanski mladinski center ter organizirajo vrtec.

Želimlje 

Zavod sv. Frančiška Saleškega obsega gimnazijo, Dom Janeza Boska in Majcnov dom (center za mlade, družine in odrasle)
Veržej - Marijanišče 

V Veržeju se poleg obstoječih dejavnosti duhovnega centra, penziona Mavrica in centra domače in umetnostne obrti Duo načrtuje še center za poklicno (do)izobraževanje mladih. 

Ljubljana - Rakovnik

Duhovno središče vseh vej salezijanske družine, salezijanskega mladinskega gibanja je svetišče Marije Pomočnice na Rakovniku v Ljubljani, ki je tudi priljubljen romarski kraj.
Zavod Salesianum odpira nove možnosti, v njem se odvija projekt Skala - mladinska ulična vzgoja.
S šolskim letom 2017/2018 se je odprl dijaški dom na Rakovniku (sprva samo za fante ljubljanskih srednjih šol, z naslednjim šolskim letom pa tudi za dekleta).

### Mladinski centri
Nekateri salezijanski centri, z večjim številom mladih, omogočajo tudi druge dejavnosti. V Cerknici, Mariboru, Veržeju, v Ljubljani in v Sevnici začenjajo delovati - poleg rednega pastoralnega dela - mladinski centri (s počitniškimi domovi), mladinska društva ...

### Druge oblike izobraževanja in formacije
- Katehetski center skrbi za številne publikacije verske in vzgojne vsebine.
- Izročilo založbe Knjižic uspešno nadaljuje založba Salve, ki skrbi za trgovino, pripravo za tisk in katehetske pripomočke.
- Vse skupine salezijanske družine povezuje revija Salezijanski vestnik.
- Mladi, ki jih Bog kliče v salezijansko družbo, vstopijo v formacijsko skupnost (Ljubljana-Rakovnik), nato vstopijo v noviciat v Italiji (Colle don Bosco), nadaljnje študije opravljajo redno v Ljubljani (stanujejo na Rakovniku), izredno pa tudi drugod, zlasti na Salezijanski papeški univerzi v Rimu.

## Hčere Marije Pomočnice
Žensko vejo salezijancev sta ustanovila Don Bosco in Marija Dominika Mazzarello. 5. avgusta 1872 je prva skupina deklet izpovedala podobne zaobljube kot pri don Bosku, apostolska družba je dobila ime »Družba hčera Marije pomočnice«.